# Mantova 1911 2022-2023
Questa voce raccoglie le informazioni riguardanti il Mantova 1911 nelle competizioni ufficiali della stagione 2022-2023.

## Stagione
Dopo la tribolata salvezza ottenuta all'ultima giornata nella stagione precedente, la società non fa mistero di voler affrontare la nuova stagione con obiettivi più ambiziosi: la dirigenza decide di affidarsi a Nicola Corrent, proveniente da un'esperienza alla Primavera del Verona e molto legato al club scaligero, cosa che non viene apprezzata dalla tifoseria.
Sul mercato, il club opta per un profondo rinnovamento della rosa: confermati capitan Guccione, Gerbaudo, Silvestro, Paudice e, dopo una lunga trattativa, Monachello, lasciano invece il Mincio alcuni elementi fondamentali dell'anno precedente, come il portiere Marone, i difensori Checchi e Milillo, il centrocampista Bruccini e l'attaccante De Cenco. La campagna acquisti si caratterizza soprattutto per l'arrivo di giovani promettenti e di alcuni elementi di esperienza, quali De Francesco dall'Avellino, Iotti dall'Ancona e Procaccio dalla Triestina. A questi si aggiungono nel mese di agosto gli arrivi di Ingegneri dal Modena neopromosso in B e di Mensah dal retrocesso Pordenone.
Nonostante il mercato lasci presagire un campionato tranquillo, l'impatto con la nuova stagione è traumatico: i biancorossi infilano tre sconfitte in tre partite, contro le neopromosse Sangiuliano City e Novara prima e con la Pro Patria poi, subendo 9 gol e mettendo subito a rischio la panchina di Corrent che, inoltre, si ritrova privato di Monachello, vittima di un grave infortunio. I biancorossi si rialzano battendo il Trento ma cadono subito a Lecco, mentre, dal mercato degli svincolati, arriva Alejandro Rodriguez, il cui contributo si rivelerà, a posteriori, inferiore alle attese. Nel frattempo arrivano un altro pesante ko a Lecco e due pareggi in altrettanti scontri diretti, che rimettono nuovamente in discussione la posizione dell'allenatore nonostante il passaggio del turno in Coppa, ancora contro il Trento.
Contro il Pordenone dell'ex Di Carlo, che torna per la prima volta a Mantova da avversario, arriva però una vittoria, che dà inizio a una serie di alti e bassi: alla sconfitta di Vicenza segue il successo con la Pergolettese, a cui però fanno seguito due sconfitte in due scontri diretti chiave contro Piacenza e Triestina. Segue però un momento positivo, con le prime vittoria in trasferta ad Arzignano e contro l'ambizioso Renate, oltre a pareggi prestigiosi contro la FeralpiSalò e la Juventus under 23, in una storica partita giocata all'Allianz Stadium di Torino.
Nel frattempo, fuori dal campo, Ettore Masiello lascia, dopo quattro anni, la presidenza a Filippo Piccoli, imprenditore veronese che non nasconde di avere ambizioni, e indicato dal socio di maggioranza Setti come possibile "successore". L'anno si chiude con una vittoria in extremis col Sangiuliano City che, per la prima volta, permette al Mantova di uscire dalla zona playout: sembra il preludio a un girone di ritorno tranquillo.
Il ritorno in campo nel 2023 è, però, traumatico: l'anno si apre con una sconfitta per 5-0 a Novara, dopo la quale il neopresidente Piccoli lascia intendere interventi sul mercato: arriva dunque l'esperto Bocalon dal Trento.
Arriva quindi una vittoria per 2-0 sulla Pro Patria, in cui Bocalon va subito a segno: dopo questa partita, il tecnico Corrent definisce "chiacchiere da bar" le critiche ricevute dopo la precedente sconfitta, un commento che non sarà apprezzato dalla tifoseria, incrinando notevolmente un rapporto che sembrava essere migliorato anche grazie ai risultati in crescendo. Oltre a Bocalon arrivano però altri profili interessanti, quali il capitano del Vicenza Padella e D'Orazio dalla FeralpiSalò.
Segue un altro periodo altalenante, in cui Bocalon segna ripetutamente, ricordando il cammino di Monachello l'anno precedente, ma dopo il successo con la Pro Patria arrivano un ko a Trento, l'importante 2-0 sul Lecco e un'altra sconfitta, in casa della capolista Pro Sesto. Qui il Mantova entra in una spirale negativa: nello scontro diretto contro la Virtus Verona, che può lanciare i biancorossi verso i playoff, arriva una clamorosa sconfitta per 2-3, arrivata in extremis dopo che il Mantova si era trovato in vantaggio di due reti e aveva giocato gran parte del secondo tempo con l'uomo in più. Alla sconfitta, che fa ripiombare i virgiliani nella zona playout, segue la contestazione dei tifosi, che spinge Corrent a dire che la tifoseria "non vedeva l'ora" di contestarlo. Questa affermazione incrina definitivamente il rapporto con la piazza, dapprima con striscioni contro l'allenatore e cori contro di lui nella trasferta contro il Pordenone, dove, incredibilmente, si assiste alla ripetizione dell'esito della settimana precedente: il pareggio per 2-2 arriva dopo che il Mantova si era trovato sul 2-0, e dopo gran parte del secondo tempo giocato in superiorità numerica. Il pareggio contro una squadra che comunque occupa le prime posizioni consente ancora una volta a Corrent di salvare la panchina.
Si arriva così allo scontro diretto casalingo col Vicenza in un clima di tensione, e il presidente Piccoli, per attirare i tifosi allo stadio, decide di mettere in vendita i biglietti a un euro. Questa iniziativa porta al Martelli il pubblico delle grandi occasioni (con anche numerosi tifosi vicentini), ma il Mantova, davanti a quasi tremila dei suoi tifosi (che prendono di mira l'allenatore per gran parte del match), spreca ancora il vantaggio e va incontro a un'umiliante sconfitta per 6-2. La clamorosa disfatta, che relega il Mantova al terzultimo posto e con la peggior difesa dei campionati professionistici, risulta fatale al tecnico Corrent, che viene esonerato il giorno seguente.
Un po' a sorpresa, per sostituire Corrent e guidare la squadra alla salvezza viene chiamato l'esperto Andrea Mandorlini; in occasione della presentazione del tecnico, Piccoli ancora una volta si mostra ambizioso, ribadendo la volontà di creare un progetto "importante" nel futuro prossimo e sottolineando come l'affidarsi a un profilo del calibro di Mandorlini sia un chiaro segnale in questa direzione. Il nuovo tecnico porta il Mantova a non subire gol per due partite consecutive, pareggiando 0-0 lo scontro diretto con la Pergolettese e vincendo un'altra sfida salvezza al Martelli contro la Triestina per 1-0, successo che, grazie ai risultati delle rivali, riporta i virgiliani fuori dalla zona playout.
Segue tuttavia un nuovo periodo negativo, con tre sconfitte consecutive contro Piacenza, Arzignano e FeralpiSalò, che, unite al pareggio interno con la Juventus Next Gen, fanno scivolare i biancorossi addirittura al terzultimo posto, alle spalle dell'AlbinoLeffe. Proprio contro i bergamaschi i virgiliani aprono una serie di tre successi, durante la quale, in occasione del 3-1 sul Renate, si registra anche il tutto esaurito sugli spalti, grazie all'iniziativa del presidente Piccoli di offrire i biglietti gratuitamente.
Dopo la vittoria a Vercelli, il Mantova è fuori dalla zona playout. Tuttavia, all'ultima giornata in un Martelli con più di 4000 spettatori, i biancorossi perdono 3-1 e sono costretti a disputare i playout, contro l'AlbinoLeffe. La sconfitta a Zanica e il seguente pareggio casalingo condannano i virgiliani alla retrocessione in Serie D dopo tre anni in terza serie, scendendo sul campo nei dilettanti per la prima volta dal 1954. 

## Divise e sponsor
| Casa | Trasferta | Terza divisa |

## Organigramma societario
Area direttiva
- Presidente: Ettore Masiello  (fino al 26 ottobre 2022)  
Filippo Piccoli  (dal 26 ottobre 2022)
- Vice-presidente: Gianluca Garzon
- Consigliere delegato: Maurizio Setti

Area tecnica
- Allenatore responsabile prima squadra: Nicola Corrent  (1ª-28ª)  
Andrea Mandorlini  (29ª-)
- Allenatore in seconda: Marco Mancinelli  (1ª-28ª)  
Giuseppe Russo  (29ª-)
- Collaboratore tecnico/match analyst: Nicholas Lazzari
- Allenatore dei portieri: Federico Infanti
- Preparatori atletici: Mauro Marini e Corrado Merighi
- Team manager: Nicola Brunello

Area sanitaria
- Responsabile Sanitario: Dott. Enrico Ballardini
- Medico sociale: Dott. Giuseppe Romeo
- Fisioterapisti: Marcello Croci e Antonio Bottardi

## Rosa
| N. |                   | Ruolo | Calciatore                  |
| -- | ----------------- | ----- | --------------------------- |
| 1  | Italia (bandiera) | P     | Niccolò Chiorra             |
| 2  | Italia (bandiera) | D     | Matteo Pinton               |
| 3  | Italia (bandiera) | D     | Andrea Ceresoli             |
| 4  | Italia (bandiera) | D     | Emanuele Matteucci          |
| 5  | Italia (bandiera) | D     | Daniele Ghilardi            |
| 6  | Italia (bandiera) | D     | Luca Iotti                  |
| 7  | Italia (bandiera) | C     | Christian Pierobon          |
| 8  | Italia (bandiera) | A     | Andrea Procaccio            |
| 9  | Italia (bandiera) | A     | Luca Paudice                |
| 10 | Italia (bandiera) | A     | Filippo Guccione (capitano) |
| 11 | Italia (bandiera) | C     | Matteo Gerbaudo             |
| 12 | Italia (bandiera) | P     | Mattia Chiesa               |
| 14 | Italia (bandiera) | C     | Bruno Conti                 |
| 15 | Italia (bandiera) | C     | Alberto De Francesco        |
| 18 | Italia (bandiera) | D     | Andrea Ingegneri            |
| 19 | Italia (bandiera) | A     | Davis Mensah                |

| N. |                    | Ruolo | Calciatore               |
| -- | ------------------ | ----- | ------------------------ |
| 20 | Marocco (bandiera) | C     | Yassin Ejjaki            |
| 21 | Italia (bandiera)  | D     | Alex Pedone              |
| 22 | Italia (bandiera)  | P     | Riccardo Tosi            |
| 23 | Italia (bandiera)  | D     | Erik Panizzi             |
| 24 | Italia (bandiera)  | A     | Riccardo Bocalon         |
| 25 | Italia (bandiera)  | D     | Emanuele Padella         |
| 26 | Italia (bandiera)  | D     | Nicolò Fazzi             |
| 27 | Italia (bandiera)  | A     | Manuel Fontana           |
| 28 | Italia (bandiera)  | C     | Matteo Pedrini           |
| 29 | Italia (bandiera)  | C     | Pietro Messori           |
| 30 | Italia (bandiera)  | D     | Darrel Emoshogue Agbugui |
| 45 | Italia (bandiera)  | A     | Gaetano Monachello       |
| 67 | Italia (bandiera)  | C     | Vincenzo Silvestro       |
| 88 | Italia (bandiera)  | C     | Lorenzo Faina            |
| 91 | Spagna (bandiera)  | A     | Alejandro Rodríguez      |
| 99 | Ghana (bandiera)   | A     | Philip Yeboah            |

## Calciomercato

### Sessione estiva(dal 01/07 al 31/08)
| Acquisti | Acquisti             | Acquisti  | Acquisti      |
| R.       | Nome                 | da        | Modalità      |
| -------- | -------------------- | --------- | ------------- |
| P        | Nicola Chiorra       | Empoli    | prestito      |
| D        | Luca Iotti           | Ancona    | definitivo    |
| D        | Emanuele Matteucci   | Empoli    | definitivo    |
| D        | Daniele Ghilardi     | Verona    | prestito      |
| D        | Andrea Ceresoli      | Atalanta  | prestito      |
| D        | Gianmaria Zanandrea  | Perugia   | fine prestito |
| D        | Federico Tosi        | Carpi     | fine prestito |
| D        | Andrea Ingegneri     | Modena    | definitivo    |
| C        | Matteo Pedrini       | Atalanta  | definitivo    |
| C        | Alberto De Francesco | Avellino  | definitivo    |
| C        | Bruno Conti          | Verona    | prestito      |
| C        | Mattia Cozzari       | Gozzano   | definitivo    |
| C        | Andrea Procaccio     | Triestina | definitivo    |
| C        | Christian Pierobon   | Verona    | prestito      |
| A        | Philip Yeboah        | Verona    | prestito      |
| A        | Gaetano Monachello   |           | svincolato    |
| A        | Davis Mensah         | Pordenone | definitivo    |

| Cessioni | Cessioni            | Cessioni              | Cessioni      |
| R.       | Nome                | a                     | Modalità      |
| -------- | ------------------- | --------------------- | ------------- |
| P        | Francesco Marone    |                       | svincolato    |
| P        | Emilio Marinaro     |                       | svincolato    |
| D        | Gianmaria Zanandrea | Avellino              | definitivo    |
| D        | Lorenzo Checchi     |                       | svincolato    |
| D        | Alessio Milillo     |                       | svincolato    |
| D        | Alessandro Pilati   | Sassuolo              | fine prestito |
| D        | Davide Bianchi      |                       | svincolato    |
| D        | Francesco Vaccaro   |                       | svincolato    |
| D        | Federico Tosi       |                       | svincolato    |
| D        | Mirko Esposito      | Salernitana           | fine prestito |
| C        | Lorenzo Bertini     | Verona                | fine prestito |
| C        | Mirko Bruccini      |                       | svincolato    |
| C        | Alessio Militari    |                       | svincolato    |
| A        | Elia Galligani      | San Donato Tavarnelle | definitivo    |
| A        | Enrico Piovanello   | Padova                | fine prestito |
| A        | Caio De Cenco       |                       | svincolato    |

## Risultati

### Serie C

#### Girone di andata
| Arbitro: | Leone (Barletta) |

|                                                        |           |                         |
| T. Morosini 21’ (rig.), 65’ Cogliati 24’ Anastasia 79’ | Marcatori | 41’ Mensah 47’ Pierobon |

| Arbitro: | Panettella (Gallarate) |

|              |           |                     |
| Gerbaudo 84’ | Marcatori | 40’, 59’ Tavernelli |

| Arbitro: | Di Cicco (Lanciano) |

|                                           |           |  |
| Castelli 35’ (rig.), 37’ Piu 90+1’ (rig.) | Marcatori |  |

| Arbitro: | Gigliotti (Cosenza) |

|                                    |           |             |
| Mensah 12’ De Francesco 57’ (rig.) | Marcatori | 44’ Bocalon |

| Arbitro: | Taricone (Perugia) |

|                                      |           |  |
| Battistini 27’ Celjak 58’ Lepore 86’ | Marcatori |  |

| Mantova 2 ottobre 2022, ore 17:30 CEST 6ª giornata | Mantova          | 0 – 0 referto | Pro Sesto | Stadio Danilo Martelli (1 100 spett.)\| Arbitro: \| E. Longo (Cuneo) \| |
| Arbitro:                                           | E. Longo (Cuneo) |               |           |                                                                         |

| Arbitro: | Maccarini (Arezzo) |

|           |           |                     |
| Danti 80’ | Marcatori | 40’ (rig.) Guccione |

| Arbitro: | Carrione (Castellammare di Stabia) |

|                               |           |            |
| De Francesco 31’ Gerbaudo 53’ | Marcatori | 44’ Pinato |

| Arbitro: | Grasso (Ariano Irpino) |

|                         |           |                     |
| Pasini 34’ Dalmonte 38’ | Marcatori | 63’ (rig.) Guccione |

| Arbitro: | Renzi (Pesaro) |

|                             |           |          |
| De Francesco 59’ Mensah 72’ | Marcatori | 41’ Iori |

| Arbitro: | Mastrodomenico (Matera) |

|                       |           |               |
| Paganini 15’ Ganz 20’ | Marcatori | 88’ Rodríguez |

| Arbitro: | Rinaldi (Bassano del Grappa) |

|                  |           |                               |
| De Francesco 75’ | Marcatori | 73’ Gonzi 80’ (aut.) Gerbaudo |

| Arbitro: | Gianquinto (Parma) |

|  |           |              |
|  | Marcatori | 39’ Pierobon |

| Mantova 19 novembre 2022, ore 14:30 CET 14ª giornata | Mantova            | 0 – 0 referto | Feralpisalò | Stadio Danilo Martelli (1 500 spett.)\| Arbitro: \| Bonacina (Bergamo) \| |
| Arbitro:                                             | Bonacina (Bergamo) |               |             |                                                                           |

| Arbitro: | Frascaro (Firenze) |

|                                 |           |                         |
| Iocolano 8’ Gerbaudo 83’ (aut.) | Marcatori | 5’ Matteucci 48’ Yeboah |

| Arbitro: | Pacella (Roma) |

|  |           |                  |
|  | Marcatori | 64’ (rig.) Cocco |

| Arbitro: | Di Reda (Molfetta) |

|                |           |                                           |
| Sorrentino 82’ | Marcatori | 9’ (rig.) Guccione 62’ Paudica 73’ Yeboah |

| Arbitro: | D'Eusanio (Faenza) |

|                                                |           |                        |
| Della Morte 10’ (aut.) Yeboah 57’ Pierobon 80’ | Marcatori | 8’ Saco 74’, 83’ Gatto |

| Arbitro: | Catanoso (Reggio Calabria) |

|                  |           |                     |
| Iotti 15’ (aut.) | Marcatori | 12’ (rig.) Guccione |

#### Girone di ritorno
| Arbitro: | Bozzetto (Bergamo) |

|                              |           |               |
| Ghilardi 45+1’ Fontana 90+3’ | Marcatori | 19’ Anastasia |

| Arbitro: | Rispoli (Locri) |

|                                                                    |           |  |
| Bortolussi 36’ (rig.), 58’ Khailoti 47’ González 77’ Galuppini 85’ | Marcatori |  |

| Arbitro: | Di Francesco (Ostia Lido) |

|                          |           |  |
| Bocalon 11’ Guccione 49’ | Marcatori |  |

| Arbitro: | Gangi (Enna) |

|            |           |  |
| Damian 51’ | Marcatori |  |

| Arbitro: | De Angeli (Milano) |

|                                |           |  |
| Bocalon 5’ Guccione 49’ (rig.) | Marcatori |  |

| Arbitro: | Silvestri (Roma) |

|            |           |  |
| Bruschi 7’ | Marcatori |  |

| Arbitro: | Leone (Barletta) |

|                  |           |                                                |
| Bocalon 28’, 43’ | Marcatori | 51’ Kristoffersen 79’ J. Gomez 90+1’ Casarotto |

| Arbitro: | Gauzolino (Torino) |

|                               |           |                                |
| Burrai 54’ (rig.) Negro 90+1’ | Marcatori | 32’ (aut.) Giorico 51’ Bocalon |

| Arbitro: | Emmanuele (Pisa) |

|                         |           |                                                                                 |
| Pierobon 5’ Padella 65’ | Marcatori | 35’ Della Morte 41’ Pasini 63’ Stoppa 69’ F. Ferarri 83’ Jimenez 89’ Giacomelli |

| Crema 26 febbraio 2023, ore 17:30 CET 29ª giornata | Pergolettese    | 0 – 0 referto | Mantova | Stadio Giuseppe Voltini (644 spett.)\| Arbitro: \| Luongo (Napoli) \| |
| Arbitro:                                           | Luongo (Napoli) |               |         |                                                                       |

| Arbitro: | Catanoso (Reggio Calabria) |

|            |           |  |
| Pedone 39’ | Marcatori |  |

| Arbitro: | Bordin (Bassano del Grappa) |

|                                          |           |                       |
| Cesarini 15’, 78’ Sulijc 37’ Morra 90+4’ | Marcatori | 7’ Bocalon 68’ Mensah |

| Arbitro: | Pirrotta (Barcellona Pozzo di Gotto) |

|  |           |           |
|  | Marcatori | 82’ Bordo |

| Arbitro: | Angelucci (Foligno) |

|                                 |           |            |
| Siligardi 36’, 59’ Guerra 45+1’ | Marcatori | 3’ Bocalon |

| Arbitro: | Ubaldi (Roma) |

|             |           |             |
| Bocalon 83’ | Marcatori | 45’ Sekulov |

| Arbitro: | Di Reda (Molfetta) |

|  |           |                                    |
|  | Marcatori | 49’ (rig.) De Francesco 63’ Mensah |

| Arbitro: | E. Longo (Cuneo) |

|                               |           |                |
| Mensah 81’ Bocalon 83’, 90+3’ | Marcatori | 52’ Sorrentino |

| Arbitro: | Scatena (Avezzano) |

|  |           |                          |
|  | Marcatori | 16’ Gerbaudo 89’ Bocalon |

| Arbitro: | Castellone (Napoli) |

|              |           |                                      |
| Pierobon 45’ | Marcatori | 33’ Delli Carri 56’ Jelenic 81’ Ilie |

### Play-out
| Arbitro: | Collu (Cagliari) |

|             |           |  |
| Manconi 31’ | Marcatori |  |

| Arbitro: | Tremolada (Monza) |

|                         |           |             |
| De Francesco 80’ (rig.) | Marcatori | 53’ Doumbia |

### Coppa Italia Serie C

#### Turni eliminatori
| Arbitro: | Gandino (Alessandria) |

|            |           |  |
| Yeboah 84’ | Marcatori |  |

| Arbitro: | Gauzolino (Torino) |

|                                                                            |                      |                                                                          |
| Paudice 52’ Yeboah 113’                                                    | Marcatori            | 72’ Ermacora 91’ Angeli                                                  |
| De Francesco Ingegneri Pierobon Yeboah Rodríguez Pinton Ceresoli Silvestro | Tiri di rigore 6 – 7 | Maistrello Esposito Anghileri Baldassin Angeli Morachioli Ermacora Menna |

## Statistiche

### Statistiche di squadra
| Competizione         | Punti | In casa | In casa | In casa | In casa | In casa | In casa | In trasferta | In trasferta | In trasferta | In trasferta | In trasferta | In trasferta | Totale | Totale | Totale | Totale | Totale | Totale | D.R. |
| Competizione         | Punti | G       | V       | N       | P       | Gf      | Gs      | G            | V            | N            | P            | Gf           | Gs           | G      | V      | N      | P      | Gf     | Gs     | D.R. |
| -------------------- | ----- | ------- | ------- | ------- | ------- | ------- | ------- | ------------ | ------------ | ------------ | ------------ | ------------ | ------------ | ------ | ------ | ------ | ------ | ------ | ------ | ---- |
| Serie C              | 45    | 19      | 8       | 4       | 7       | 27      | 27      | 19           | 4            | 5            | 10           | 21           | 35           | 38     | 12     | 9      | 17     | 48     | 62     | -14  |
| Play-out             | -     | 1       | 0       | 1       | 0       | 1       | 1       | 1            | 0            | 0            | 1            | 0            | 1            | 2      | 0      | 1      | 1      | 1      | 2      | -1   |
| Coppa Italia Serie C | -     | 2       | 1       | 1       | 0       | 3       | 2       | 0            | 0            | 0            | 0            | 0            | 0            | 2      | 1      | 1      | 0      | 3      | 2      | +1   |
| Totale               | -     | 22      | 9       | 6       | 7       | 31      | 30      | 20           | 4            | 5            | 11           | 21           | 36           | 42     | 13     | 11     | 18     | 52     | 66     | -14  |

### Andamento in campionato
| Giornata  | 1  | 2  | 3  | 4  | 5  | 6  | 7  | 8  | 9  | 10 | 11 | 12 | 13 | 14 | 15 | 16 | 17 | 18 | 19 | 20 | 21 | 22 | 23 | 24 | 25 | 26 | 27 | 28 | 29 | 30 | 31 | 32 | 33 | 34 | 35 | 36 | 37 | 38 |
| --------- | -- | -- | -- | -- | -- | -- | -- | -- | -- | -- | -- | -- | -- | -- | -- | -- | -- | -- | -- | -- | -- | -- | -- | -- | -- | -- | -- | -- | -- | -- | -- | -- | -- | -- | -- | -- | -- | -- |
| Luogo     | T  | C  | T  | C  | T  | C  | T  | C  | T  | C  | T  | C  | T  | C  | T  | C  | T  | C  | T  | C  | T  | C  | T  | C  | T  | C  | T  | C  | T  | C  | T  | C  | T  | C  | T  | C  | T  | C  |
| Risultato | P  | P  | P  | V  | P  | N  | N  | V  | P  | V  | P  | P  | V  | N  | N  | P  | V  | N  | N  | V  | P  | V  | P  | V  | P  | P  | N  | P  | N  | V  | P  | P  | P  | N  | V  | V  | V  | P  |
| Posizione | 18 | 16 | 20 | 20 | 18 | 19 | 18 | 15 | 16 | 16 | 17 | 17 | 16 | 16 | 16 | 16 | 16 | 16 | 16 | 17 | 14 | 16 | 14 | 14 | 14 | 15 | 17 | 17 | 18 | 18 | 16 | 16 | 17 | 17 | 18 | 17 | 16 | 16 |

Legenda:

Luogo: C = Casa; T = Trasferta. Risultato: V = Vittoria; N = Pareggio; P = Sconfitta.